# Klemens Bąkowski
Klemens Bąkowski (ur. 23 listopada 1860 w Krakowie, zm. 22 sierpnia 1938 tamże) – polski prawnik, adwokat, literat, znawca historii Krakowa, współzałożyciel Towarzystwa Miłośników Historii i Zabytków Krakowa. 

## Życiorys
W latach 1867–1871 uczęszczał do szkoły podstawowej mającej siedzibę w pałacu Larischa. W 1879 zdał maturę w Gimnazjum św. Anny w Krakowie. W latach 1879–1883 studiował prawo na Uniwersytecie Jagiellońskim, uzyskując w 1885 tytuł doktora. Należał do chóru akademickiego i Czytelni Akademickiej.
Podczas studiów pracował jako aplikant w kierowanym przez Michała Bobrzyńskiego Archiwum Akt Grodzkich i Ziemskich. Po obronieniu doktoratu został zatrudniony jako koncypient w kancelarii Karola Pieniążka. W latach 1891–1906 prowadził kancelarię adwokacką w Krzeszowicach. W 1902 został radnym Krakowa, który to urząd pełnił do 1907. W 1907 objął urząd radcy prawnego krakowskiej gminy miejskiej. Był ponadto radcą krakowskiego oddziału Banku Gospodarstwa Krajowego.
W 1896 współzakładał Towarzystwo Miłośników Historii i Zabytków Krakowa. W latach 1897–1913 był sekretarzem Towarzystwa, a od 1916 r. członkiem honorowym. W 1912 zakupił kamienicę Krauzowską przy ul. św Jana. Cały swój majątek, m.in. kamienicę, przekazał TMHiZK. Członek Komitetu Obywatelskiego Polskiego Skarbu Wojskowego w sierpniu 1914 Od 1918 do śmierci należał do Komitetu Kopca Kościuszki.
27 listopada 1929 r. został odznaczony Krzyżem Oficerskim Orderu Odrodzenia Polski.
Był autorem licznych książek i artykułów z zakresu historii Polski, dziejów Krakowa, sądownictwa. Publikowanie zaczął od ok. 1891 przyczynkami w „Czasie”. W latach następnych publikował m.in. w „IKC”, „Kalendarzu Krakowskim”, „Nowej Reformie”, „Roczniku Krakowskim”. Pisał monografie historyczne publikowane w serii Biblioteki Krakowskiej. Z „Kurierzem Warszawskim” i „Polską Zbrojną” korespondował pod pseudonimem Cracoviensis. Był autorem powiastek, parodii, utworów komediowych i satyr na krakowskie środowisko miejskie. Zajmował się rysowaniem karykatur i malowaniem akwarel.

## Publikacje
- Dziennikarstwo krakowskie do roku 1848.
- Historya Krakowa w zarysie, Kraków 1898.
- Posażna panna, Kraków 1899 (opowiadanie).
- Podania i Legendy krakowskie, Kraków 1899.
- Dzieje Wszechnicy Krakowskiej: od r. 1364 do 1400 i od r. 1400 do 1900, Kraków 1900.
- Dawne cechy krakowskie, Kraków 1902.
- Kościół ś. Krzyża w Krakowie, Kraków 1904.
- Kronika krakowska 1796–1848, cz.1, Kraków 1905.
- O konserwacyi zabytków z przeszłości, Kraków 1905.
- Kronika krakowska 1796–1848, cz.2, Kraków 1906.
- Teatr krakowski 1780–1815, Kraków 1907.
- Kronika krakowska 1796–1848, cz.3, Kraków 1909.
- Z dziejów współczesnej sztuki krakowskiej, Kraków 1910.
- Dzieje Krakowa, Kraków 1911.
- Kościół N. P. Maryi w Krakowie, Kraków 1913.
- Zamek krakowski : przewodnik dla zwiedzających, z dodaniem historyi Wawelu, Kraków 1913.
- Kronika Krakowa z lat 1918–1923, Kraków 1925.
- Kraków przed lokacją z roku 1257, Kraków 1935.

## Upamiętnienie
Od 1995 Towarzystwo Miłośników Historii i Zabytków Krakowa przyznaje Nagrodę im. Klemensa Bąkowskiego – za prace naukowe i działania na rzecz Krakowa.